# Gennadij Timoščenko
Gennadij Anatoljevič Timoščenko (in russo Геннадий Анатольевич Тимощенко?; Čeljabinsk, 27 aprile 1949) è uno scacchista slovacco di origine sovietica.
Ha ottenuto il titolo di Maestro Internazionale nel 1976 e di Grande Maestro nel 1980.
Nel 1993 si trasferì in Slovacchia e dall'anno successivo partecipò con tale paese a tutte le competizioni.

## Principali risultati
Tra la fine degli anni '70 e i primi anni '80 Timoščenko è stato uno dei più forti scacchisti sovietici. Partecipò a due campionati sovietici: nel 1978 a Tbilisi (10°-12° con Boris Gul'ko e Vladimir Bagirov) e nel 1981 a Frunze (17º posto). Si classificò secondo nei campionati russi del 1972 e del 1976. Nel 1979 vinse a Tashkent il campionato dell'esercito sovietico.
Ha vinto, da solo o ex aequo, i tornei di Rimavská Sobota (1974), Polanica-Zdrój (1976, Rubinstein Memorial), Varna (1977), Słupsk (1979), Helsinki (1986, ex aequo con Jón Árnason), Londra (1992, con Jonathan Speelman), Šaľa (1994), Starý Smokovec (1996), Bolzano (1998), Seefeld (1998 e 1999), Padova (1998 e 2000), Cutro (2000), Graz (2003) e Abbazia (2003).
Con la nazionale della Slovacchia ha partecipato a cinque olimpiadi degli scacchi dal 1996 al 2006, ottenendo complessivamente il 58,3% dei punti.
Vinse la medaglia di bronzo nei campionati europei seniores (over 60) del 2010 e 2001. Nel 2011 vinse ancora il bronzo nel campionato del mondo seniores di Abbazia.
Nel campionato del mondo seniores a squadre del 2015 a Dresda ha vinto sia l'oro di squadra che individuale in 3a scacchiera.